# Koalicja Węgierska

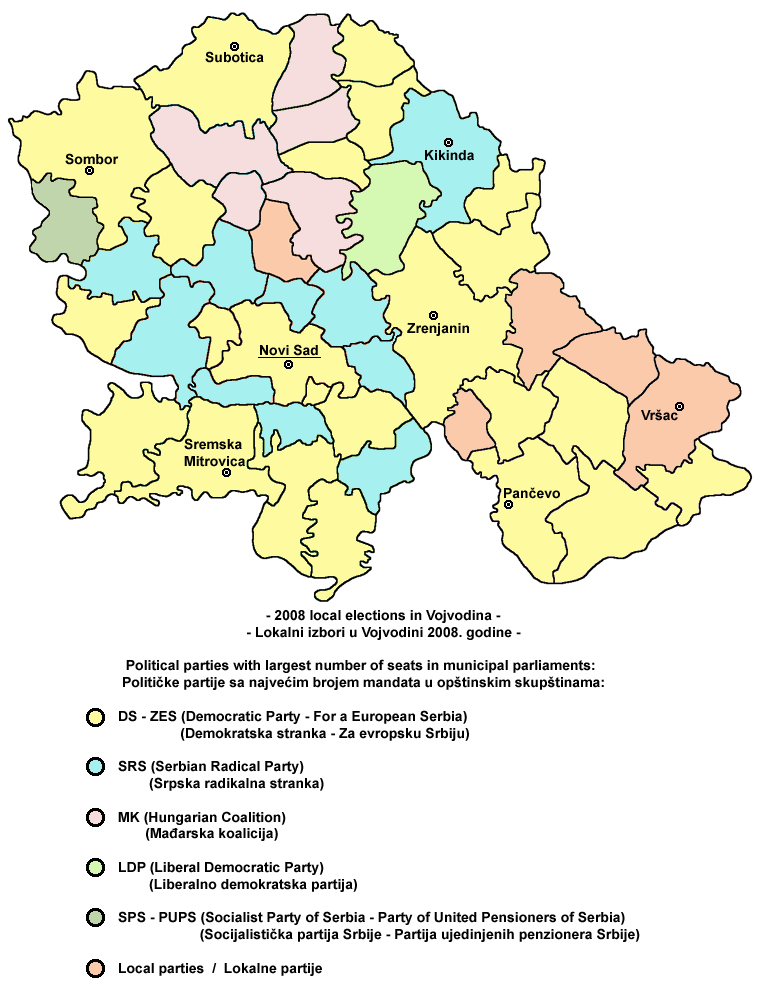

Koalicja Węgierska (serb. Мађарска Коалиција, Mađarska koalicija, węg. Magyar Koalíció) – serbska partia polityczna skupiająca Węgrów mieszkających w prowincji Wojwodina. W skład koalicji węgierskiej wchodzą łącznie trzy partie mniejszości węgierskiej. Liderem partii jest obecnie István Pásztor, który zastąpił na tym stanowisku Józsefa Kasze.

## Udział w wyborach
Po raz pierwszy koalicja wzięła udział w wyborach parlamentarnych w 2003, jednakże wówczas nie zdobyła ani jednego mandatu w Zgromadzeniu Narodowym. W 2007 zdobyła trzy mandaty, a w 2008 w przedterminowych wyborach uzyskała cztery miejsca w parlamencie przy poparciu wynoszącym 1,81%.
Dużo lepiej radzi sobie koalicja w wyborach prowincjonalnych, a w szczególności w prowincji Wojwodina gdzie Koalicja Węgierska jest liczącą się siłą polityczną. W 2004 zdobyła 8,5% głosów i weszła do koalicji rządzącej w prowincji. W 2008 partia uzyskała 7% głosów i jest obecnie jedną z największych partii opozycyjnych w sejmiku prowincji.
Szczególnie dobrze radzi sobie partia na szczeblu samorządowych. Dużą liczbę mandatów koalicja uzyskała m.in. w miastach Subotica, Senta oraz Bačka Topola. Do tych znaczących sukcesów doszyły jeszcze dobre wyniki w wyborach z 2008 roku w których partia uzyskała znaczące poparcie w miastach Kanjiža (51% poparcia), Bačka Topola (46%) oraz Mali Iđoš (37% poparcia).